# Denis Papin

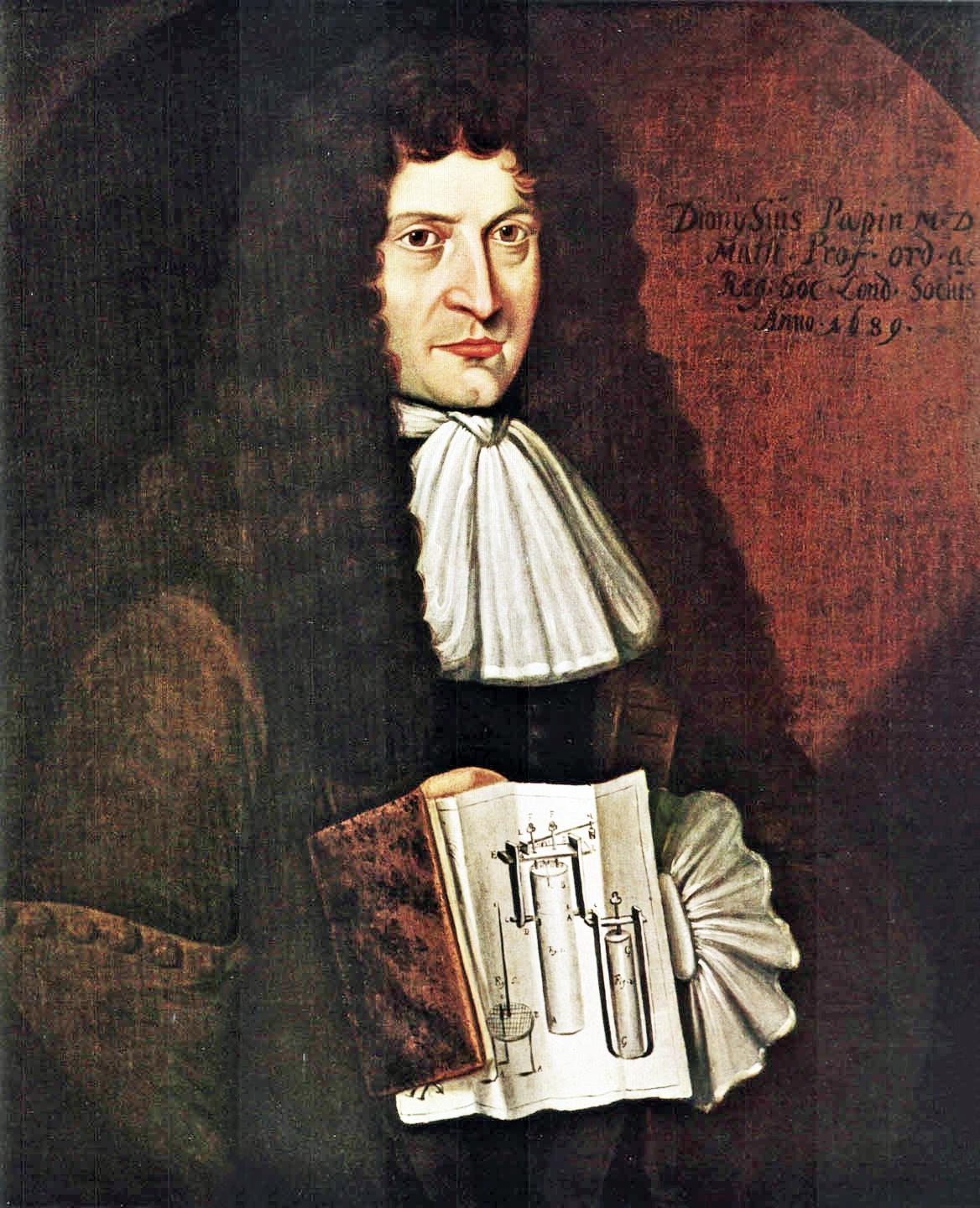
Denis Papin

Denis Papin (Blois, 22 augustus 1647 – Londen, vermoedelijk 1712) was een Frans natuurkundige, wiskundige en uitvinder die het bekendst is vanwege zijn pionierswerk met stoomkracht. Hij is een van de grondleggers van de thermodynamica.

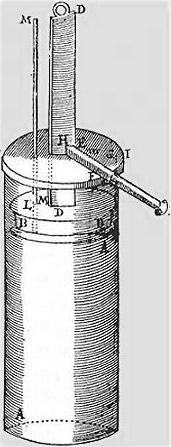
De eerste zuigerstoom-
machine, uitgevonden door Denis Papin in 1690.

In Parijs presenteerde Christiaan Huygens een buskruitmotor, waarin het buskruit gecontroleerd ontplofte. Papin, met wie Huygens had samengewerkt, gebruikte het principe van deze buskruitmotor later om zijn stoommachine te verbeteren. In 1679 vond hij de snelkookpan uit, een vorm van een autoclaaf. In de industrie werd het al snel een papiniaanse pot genoemd.
Toen in 1685 koning Lodewijk XIV een einde maakte aan het Edict van Nantes, werden de hugenoten in Frankrijk definitief tot ongewenste personen verklaard. Papin, een calvinist, vluchtte naar Hessen, waar hij aan de Philipps-Universiteit Marburg probeerde zijn ideeën te verwezenlijken. Als gevolg van onnauwkeurige bewerkingen van het materiaal door onbekwame werklieden mislukte dit faliekant. Hij had zijn plannen intussen medegedeeld aan de Royal Society in Engeland, waar hij Robert Boyle en Robert Hooke eerder had leren kennen. Hooke liet met dit ontwerp een bekwaam constructeur een machine maken.
In 1690 vond hij de eerste zuigerstoommachine uit. Al in een artikel uit 1690 in Acta Eruditorum stelde Papin een stoomboot voor die uitgerust was met vier cilinders die roterende wielen aandreven. In 1707 bouwde hij een raderstoomboot, maar het is niet duidelijk of deze stoomvoortstuwing had en of deze op ware grootte was gebouwd. Hiermee wilde hij de Fulda en de Wezer overvaren, maar de boot werd vernietigd in de strijd om de passagiersrechten met het Mündener schippersgilde, die de stoomvoortstuwing als bedreiging zagen.
Verder bouwde hij een centrifugaalpomp met rechte schoepen.